# Austin Osman Spare

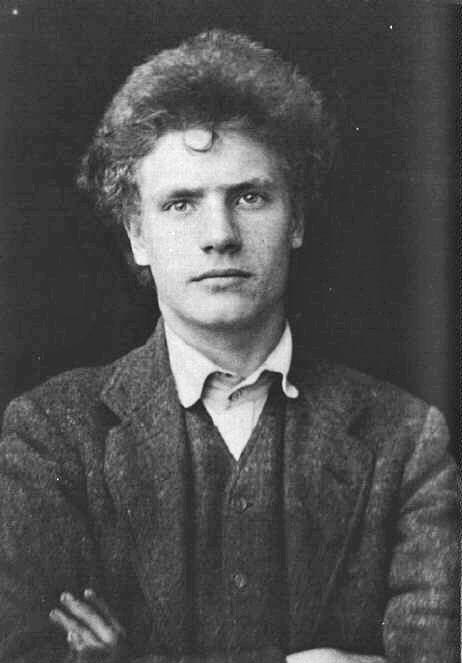
Austin Osman Spare 1904

Austin Osman Spare (* 30. Dezember 1886 in Snow Hill bei London; † 15. Mai 1956 in London) war ein britischer Grafiker, Maler und Okkultist. Er gilt als Begründer der Sigillenmagie und erfand das magische System des Zos Kia Cultus.

## Leben
Spare war der Sohn eines Polizisten und zeigte schon als Kind Interesse an Kunst. Während seiner Jugend bildete sich seine Neigung zum Okkultismus heraus und beeinflusste seine künstlerischen Aktivitäten. Im Alter von sieben Jahren lernte er nach eigenen Angaben eine Hexe kennen, deren Namen er als „Mrs. Patterson“ angab. Von ihr lernte er die wichtigsten Grundzüge seiner später als Zos Kia bezeichneten Magie.
Im Alter von dreizehn Jahren nahm er eine Stelle als Zeichner in einer Fabrik für Glasmalerei an. Abendlich bildete er sich in verschiedenen Kunstschulen weiter und erhielt zahlreiche Preise und Stipendien, darunter auch die Nationale Goldmedaille für Mathematik für eine Abhandlung über räumliche Geometrie. Mit sechzehn Jahren gelangte er dann durch eine staatliche Auszeichnung an das Royal College of Art in Kensington.
Im Mai 1904 wurden zum ersten Mal einige seiner Bilder ausgestellt und erhielten Resonanz in der Presse. Ein Jahr später erschien auch sein erstes Buch Earth Inferno, welches Bilder und kurze Texte enthält, die Texte sind zum Teil von Spare, stammen aber auch aus der Offenbarung des Johannes und dem Inferno von Dante. 1907 fand eine zweite Ausstellung seiner Bilder statt, die groteske, sexualisierte menschliche Figuren und eine Flut von magischen Symbolen zeigten. Im selben Jahr wurde sein zweites Buch veröffentlicht, A Book Of Satyrs, welches dreizehn satirische Zeichnungen enthält, die das Maskenspiel und die Heuchelei der Gesellschaft zum Thema haben.
Die ausgestellten Bilder erregten die Aufmerksamkeit Aleister Crowleys, und Spare wurde im Jahre 1910 Mitglied im Anwärtergrad in Crowleys magischem Orden Astrum Argenteum. Sein Ordensname und magisches Motto lautete Yihoveaum. Diese Begrifflichkeit wurde von Spare aus dem hebräischen Namen des Gottes Israels, JHWH, und der heiligen Sanskrit-Silbe Om zusammengesetzt. In der Publikation des Ordens wurden vier kleinere Bilder von Spare veröffentlicht. Nach zwei Jahren trat Spare aus dem Orden wieder aus, mit der Begründung er könne dort nichts lernen und die Rituale seien aufgesetzt und leer. Daraufhin wurde er von Crowley als „schwarzer Bruder“ bezeichnet, womit er seinem Unmut über Spares magische Arbeit Ausdruck verlieh. Nachdem Crowley Jahre später noch einmal Spares 1913 veröffentlichtes Buch der Freude gelesen hatte, änderte er jedoch seine Meinung über das magische System des Zos Kia.
Das Book Of Pleasures (Selflove) - The Psychology Of Ecstasy enthält Anweisungen zur magischen Praxis. Es werden sechs verschiedene Arten zur Bildung von Sigillen vorgestellt, und auch auf die übrigen Grundpfeiler des Zos Kia wird eingegangen. Dazu gehören die Selbstliebe, ein „Zustand oder eine Verfassung, [...] die zu jenem Prinzip wird, das dem Ego zur Einsicht und allumfassender Vereinigung durch Einbeziehung vor der Konzeption verhilft“. Ebenso die sogenannte Todesstellung (Death Posture), deren Anleitung von Spare nach „Hexenart“ in drei Absätzen gegeben wird, von denen der letzte Absatz die erste Übung beschreibt und der erste Absatz die finale Übung. Es findet sich im Buch der Freude auch eine Anleitung zum „Automatischen Zeichnen“, einer vorbereitenden Übung zur Besessenheit, welche für das Zos Kia ebenfalls wichtig ist. Auch auf seine Technik zur Kontemplation über das „Neither-Neither“ (‚Weder-Weder‘) und sein Konzept des In-Between (‚Da-zwischen‘) geht das Buch ein. Die Bilder im Buch der Freude sind um einiges reicher an magischem Symbolismus und bestehen zum Teil ausschließlich aus Sigillien, welche eine kleine automatische Zeichnung begleiten.
1916 trat Spare als Sergeant im Royal Army Medical Corps der britischen Armee als Zeichner im Ersten Weltkrieg bei und wurde nach Ägypten geschickt. Die Tempel und Götterbildnisse, denen er dort gegenüberstand, beeindruckten ihn stark, ägyptische Symbolik taucht in vielen seiner Bilder auf.
1921 erschien sein Buch The Focus of Life (Der Brennpunkt des Lebens), das einige sehr detaillierte den Text begleitenden Bilder enthält. In diesem Buch erläutert er die philosophische Basis des Zos Kia, wobei der Text sehr konzentriert und dementsprechend schwer verständlich ist. Der Brennpunkt des Lebens schildert Spares Magie als allegorische Erzählung in Form von Aphorismen, an einer Stelle des Buches findet sich die Beschreibung seiner Weltsicht als „Leben und Tod, der Scherz genannt Liebe, in dem jeder Mensch ein Gott ist, was immer sein Glaube wünscht“.
1925 erschien A Book of Automatic Drawing, das voller surrealer Zeichnungen ist, die dadurch gekennzeichnet sind, dass sie allesamt wie mit nur einer einzigen Linie gezeichnet aussehen.
Seine wachsende Popularität als Künstler und vor allem als Magier empfand Spare als lästig, weshalb er 1927, auf dem Höhepunkt seiner künstlerischen Karriere, The Anathema of Zos veröffentlichte. Mit diesem Buch beendete er seine Popularität. Es ist in einem wütenden Ton geschrieben und enthält nur zwei Bilder. Der Text richtet sich an „die Heuchler“, verurteilt jegliche Konsumentenhaltung auf das schärfste und enthält zahlreiche Beleidigungen gegenüber denen, welche nicht in der Lage seien, zu ihrer eigenen Ästhetik zu stehen.
Nach Erscheinen des Anathemas führte Spare ein bescheidenes Leben in London. Er lebte allein, mit Ausnahme seiner vielen Katzen, und wurde manchmal in Kneipen gesehen, wo er gegen ein oder zwei Gläser Bier Porträts für die Gäste zeichnete beziehungsweise von seiner Hand „automatisch zeichnen ließ“, während er sein Bier trank.
Während des Zweiten Weltkrieges wurde Spares Dachatelier 1940 von einem Bombeneinschlag zerstört, als er dort Brandwache hielt, wobei er schwere Verletzungen erlitt, die zur Lähmung beider Arme und vorübergehender Gedächtnisstörung führten. Er hatte große Angst, nie wieder zeichnen zu können, doch schon ein halbes Jahr später war er so weit genesen, dass er zunächst mit seinem linken Arm wieder zeichnen konnte. Die Bilder, die er mit links zeichnete, standen seinen älteren Werken in nichts nach, doch dauerte es weitere drei Jahre, bis er auch seinen rechten Arm wieder benutzen konnte.
Er siedelte nach Brixton im Süden Londons um, in ein Apartment im Erdgeschoss in der Wynne Road Nummer 5, das Gebäude wurde in den 1960ern abgerissen. Dort verbrachte er die letzten Jahre seines Lebens, in denen Spare mit mehreren britischen Magiern in Kontakt stand, für die er künstlerische Arbeiten ausführte, wie zum Beispiel ein Altarbild für die Nu Isis Loge von Kenneth Grant oder auch Talismane. In diesen letzten Jahren stellte er viele seiner magischen Stelen her und bemalte alles, was ihm zur Verfügung stand: Teller, Holztafeln und Radioapparate.
Im Jahre 1946 lernte er Kenneth Grant kennen, welcher ihn überredete, den Zos Kia Cultus zu gründen. Insbesondere die von Grant geschriebenen Bücher begründeten Spares heutige Bekanntheit.
Austin Osman Spare verstarb am 15. Mai 1956. Er wurde in Goodmayes, Essex, an der Seite seines Vaters begraben.

## Einfluss
Spare verknüpfte seine Magie mit der Psychologie seines Zeitgenossen Sigmund Freud, indem er die Erfüllung von Wünschen mit magischen Ritualen im Unterbewusstsein verankern wollte. Die Wunscherfüllung geschieht gemäß Spare, wenn der ausführende Magier eine Sigill in seinem Unterbewusstsein verankert und sie danach vollständig vergisst. Eine Sigill ist ein „Wunsch-Symbol“, das kreativ erschaffen wird, während man sich auf das Gewünschte konzentriert. Danach soll man diese Sigill durch Konzentration und Trance im Unterbewusstsein verankern und dann vergessen. Spare versuchte auf diese Art künstliche Komplexe zu erschaffen, die die von ihm intendierte Wirkung haben sollten. Diese Wirkung führt entweder zur Materialisierung des Wunsches, oder zu Erkenntnissen über den Wunsch und seine Beziehung zu einem selbst. Spare bezeichnete seine magischen Methoden als „atavistische Nostalgie“ oder „Wiederbelebung von Atavismen“.
Der britische Crowley-Schüler und Oberhaupt des OTO-Ablegers „Typhonian OTO“ Kenneth Grant lernte von Spare die Magie des Zos Kia. Auch Gerald Brousseau Gardner, Begründer des Wicca, wurde durch die Arbeit von Spare beeinflusst und ließ sich von ihm Ritualgegenstände herstellen.
Der Zos Kia Cultus ist eine von Austin Osman Spare entwickelte Bewegung des Okkultismus bzw. der Magie. Sie konzentriert sich auf das persönliche Universum und den Einfluss des Magiers darauf. Dementsprechend hat sie einen sehr persönlichen und individualistischen Charakter.
Zos ist nach Spare die Sphäre der Körper, die als Ganzheit angesehen werden und Kia ist das beobachtende Selbst bzw. Gott, das sich in die Welt projiziert. Kia wird dabei von Spare durch das im Englischen mögliche Wortspiel „I = Eye“ angedeutet, das „Ich“ als Auge, als ewiger Beobachter. In den das Buch der Freude einleitenden Definitionen schreibt Spare unter anderem über das Kia: „Die absolute Freiheit, deren Freisein mächtig genug ist, um ‚Realität‘ zu sein und dennoch frei zu sein in jedem Augenblick. [...] Je weniger über Kia gesagt wird, desto weniger wird es verschleiert.“ Dies stellt laut Spare den einzigen Glauben dar, der ohne Einschränkung gültig sein soll, weil er selbstverständlich sei, denn er werde von jedem Menschen in jedem Augenblick seines Lebens erfahren, und dies sei der einzige Glaube, der keinen Glauben beinhalte. Spare drückt dies symbolisch in der Kombination von Auge und Hand aus. Durch diesen Glauben soll es möglich sein, jeden anderen Glauben in Freien Glauben (frei von Konzepten) zu verwandeln.
Die Techniken des Zos Kia Cultus zielen darauf ab, die Sphäre des Kia (des Selbst) immer mehr zu erweitern und dadurch eine kosmische Ekstase zu erfahren, da die Grenzen zwischen dem von Identitäten begrenzten Selbst und der ganzen Welt dadurch aufgehoben werden sollen. Die magischen Techniken, die Spare entwickelte, beinhalten Sigillenmagie, Sexualmagie, Evokation und Invokation, wobei er gänzlich eigene Ansätze entwickelte.
Obwohl der Zos Kia Cultus sehr wenige Anhänger hat, wird er weithin als wichtiger Einfluss in der Entwicklung des westlichen Okkultismus im Allgemeinen und der Entwicklung der Chaosmagie im Besonderen angesehen. Spares Arbeit wurde Mitte der 1970er von den Gründern der Illuminaten von Thanateros aufgegriffen. Auch in den Büchern von Jan Fries tritt Spares Einfluss deutlich in Erscheinung.
Spare gilt außerdem als großer Einfluss auf Genesis P-Orridge und dessen Band Psychic TV. Deren Album Allegory and Self zeigt auf dem Cover eine Zeichnung Spares, der Psychic-TV-Musiker John Gosling gab sich den von Spare inspirierten Künstlernamen „Zoskia“.

## Schriften
- Earth Inferno (1905)
- A Book of Satyrs (1907, Digitalisat)
- The Book of Pleasure (1913, online)
  - Deutsch: Das Buch der ekstatischen Freude : (Selbst-Liebe). Übersetzt von Marcus M. Jungkurth. Kersken-Canbaz, Bergen/Dumme 1996, ISBN 3-89423-028-2.
- Automatic Drawing (1916 in Form Magazine Bd. 1, Nr. 1, online)
- The Focus of Life (1921, online)
- The Anathema of Zos (1927, online)
- Zos Speaks! Encounters With Austin Osman Spare. Herausgegeben von Kenneth und Steffi Grant. Fulgur 1998, ISBN 0-9531016-0-6 (Briefe, Tagebücher, nachgelassene Schriften, darunter The Logomachy und The Zoëtic Grimoire).

Werkausgaben
- The Collected Works of Austin Osman Spare : His Art, Philosophy and Magic. 2. Auflage. The Sorcerer’s Apprentice Press, Leeds 1986.

Deutsch:
- Austin Osman Spare: Gesammelte Werke. Ins Deutsche übertragen, mit einem Vorwort und einleitenden Essays zu Spares Leben, Werk und Philosophie versehen von Michael Zoe DeWitt. Edition Ananael, Wien 1990. 2., vollständig überarbeitet Auflage 2013, ISBN 978-3-901134-22-7. Enthält:
  - Inferno Erde
  - Das Buch der Satyrn
  - Das Buch der Freude
  - Der Brennpunkt des Lebens
  - Das Buch der automatischen Zeichnungen
  - Das Anathema des Zos